# Federazione Italiana Sport Orientamento
La Federazione Italiana Sport Orientamento (o F.I.S.O.) è disciplina associata al CONI. 

## Storia
In Italia l'orientamento vede un primo sostegno dai gruppi sportivi militari che, negli anni '50, cartografano la zona di Monticolo (in provincia di Bolzano, sono famosi i Laghi di Monticolo) e vi disputano il "Trofeo Buffa". La prima vera competizione di corsa orientamento si svolse il 6 dicembre 1967 nel Lazio, la gara voluta dalla Società sportiva ENEA Casaccia fu organizzata da Sergio Grifoni. In seguito, grazie all'impulso di Vladimir Pacl, l'orientamento prende piede anche in Trentino. Poco dopo nasce il Comitato Trentino di Orientamento (CTO). Istituito il 26 ottobre 1975, come primo atto ufficiale, ospita una riunione della Commissione Promozione e Propaganda dell'IOF a Trento dal 13 al 15 novembre 1975. Il Comitato Trentino viene poi trasformato in C.I.S.O. ovvero Comitato Italiano Sport Orientamento, attivo inizialmente solo nella regione Trentino. Nel 1976 la cartina militare di Ronzone diventa una vera carta da orientamento e in questo impianto cartografico si disputano i primi campionati italiani. Lentamente l'orientamento prende piede su tutto il territorio nazionale e nel 1986 nasce la FISO, Federazione Italiana Sport Orientamento, con il riconoscimento del CONI, inizialmente come federazione associata alla Fidal poi come Federazione autonoma in seno al CONI, con lo status di DSA - Disciplina Associata.
Tra gli eventi più importanti disputati in Italia si ricordano i campionati Mondiali Junior di corsa di orientamento di Castelrotto nel 1993. Più recentemente si ricordano i Campionati Mondiali di Corsa Orientamento e Orientamento di Precisione (WOC/WTOC) nel 2014 in Trentino/Veneto, i Campionati Mondiali di Mountain Bike Orientamento (WMTBOC) nel 2011 in Veneto e gli Europei nel 2007 in Toscana, oltre ai Campionati Mondiali Junior di Corsa Orientamento (JWOC) nel 2009 in Trentino e i Campionati Mondiali Master (WMOC) del 2004 in Veneto e del 2013 in Piemonte.
La FISO è anche affiliata alla Federazione Internazionale di Orientamento (International Orienteering Federation o IOF) e si impegna a organizzare periodicamente numerose manifestazioni di orientamento a livello internazionale (le manifestazioni locali sono organizzate dalle singole società).

## Attività agonistica
Dagli anni ’80 ad oggi, l’attività Federale ha avuto un continuo sviluppo verso l’agonismo di eccellenza. Dal punto di vista agonistico i primi risultati più importanti sono arrivati nella disciplina dello Sci-orienteering dove Nicolò Corradini ha vinto ben 4 titoli mondiali tra il 1994 e il 2000, in Norvegia a Lillehammer, in Alta Val di Non ed in Russia.
Nella disciplina della Corsa Orientamento l’atleta azzurro, di origine russa, Mikhail Mamleev ha strappato un bronzo ai Campionati Mondiali del 2009 in Ungheria. Più recentemente Riccardo Scalet, allora appena 18enne, ha conquistato un argento ai JWOC del 2014 in Bulgaria.
Molte più soddisfazioni sono arrivate dalle altre due discipline.
Nell'Orientamento di Precisione (Trail-O), dopo un primo titolo mondiale vinto da Roberta Falda nella categoria "Paralimpici" nel 2007, Michele Cera si è laureato campione del mondo "Open" nel 2015 in Croazia. Lo stesso Cera, in squadra con Remo Madella e Alessio Tenani, ha conquistato anche un titolo a staffetta agli Europei del 2016 in Repubblica Ceca.
Anche nella Mountain Bike Orientamento, con i Mondiali in casa del 2011 a fare da volano per portare la squadra azzurra all'eccellenza (diversi medagliati sia Assoluti che Junior, come Laura Scaravonati e Riccardo Rossetto) si contano ben due titoli mondiali ottenuti da Luca Dallavalle, vincitore della prova sprint nel 2015 in Repubblica Ceca e della mass start nel 2017 in Lituania.

## Scuola
In Italia l'orientamento, in particolare la corsa orientamento e il trail Orienteering, è molto praticata anche a livello scolastico (Scuola secondaria di 1º e 2º Grado). Gli studenti competono a livello provinciale e regionale; per ciascuna regione si possono qualificare alla fase nazionale una squadra maschile ed una femminile ed un atleta individuale (sia maschile che femminile).

## Presidenti
- Guido Lorenzi (1985 - 1988)
- Lucia Fronza Crepaz (1988 - 1992)
- Carlo Stassano (1992 - 1996)
- Michele Galbusera (1996 - 1999)
- Giampietro Mazzeni (1999 - 2005)
- Ezio Paris (2005 -2008)
- Sergio Grifoni (2008- 2013)
- Mauro Gazzerro (2013 - 2016)
- Tiziano Zanetello (2016 - 2018)
- Sergio Anesi (2018 - 2020 commissario straordinario)
- Sergio Anesi (2020 - 2025)
- Alfio Giomi (2025 - 2029)

## Segretari
- Benito Cavini (1985 - 1994)
- Livio Guidolin (1994 - 1999)
- Augusto Cavazzani (1999 - 20505
- Ezio Paris (2005 - 2006)
- Ivana Zotta (2006 - 2008)
- Giuseppe Franco Falco (2008 - 2012)
- Andrea Rinaldi (2012 - 2018)
- Simonetta Malossini (2020 - )

## Albo d'oro

### Corsa orientamento

#### Campionato italiano sprint
| Anno | Luogo        | Primo posto maschile | Secondo posto maschile | Terzo posto maschile | Primo posto femminile | Secondo posto femminile | Terzo posto femminile |
| ---- | ------------ | -------------------- | ---------------------- | -------------------- | --------------------- | ----------------------- | --------------------- |
| 2025 |              |                      |                        |                      |                       |                         |                       |
| 2024 | Lanzada (SO) | Francesco Mariani    | Mattia Debertolis      | Samuele Tait         | Jessica Lucchetta     | Caterina Dellera        | Maddalena De Biasi    |
| 2023 | Carrara (MS) | Francesco Mariani    | Mattia Debertolis      | Giacomo Zagonel      | Jessica Lucchetta     | Caterina Dellera        | Annarita Scalzotto    |
| 2022 |              |                      |                        |                      |                       |                         |                       |
| 2021 |              |                      |                        |                      |                       |                         |                       |
| 2020 |              |                      |                        |                      |                       |                         |                       |
| 2019 |              |                      |                        |                      |                       |                         |                       |
| 2018 |              |                      |                        |                      |                       |                         |                       |
| 2017 |              |                      |                        |                      |                       |                         |                       |

#### Campionato italiano middle
| Anno | Luogo                  | Primo posto maschile | Secondo posto maschile | Terzo posto maschile | Primo posto femminile | Secondo posto femminile | Terzo posto femminile  |
| ---- | ---------------------- | -------------------- | ---------------------- | -------------------- | --------------------- | ----------------------- | ---------------------- |
| 2025 |                        |                      |                        |                      |                       |                         |                        |
| 2024 | Bosco di valeiano (PN) | Mattia Debertolis    | Francesco Mariani      | Giacomo Zagonel      | Jessica Lucchetta     | Pezzati Elena           | Christine Kirchlechner |
| 2023 | Entracque (CN)         | Giacomo Zagonel      | Damiano Bettega        | Alessio Tenani       | Pezzati Elena         | Martina Rizzi           | Maddalena De Biasi     |
| 2022 |                        |                      |                        |                      |                       |                         |                        |
| 2021 |                        |                      |                        |                      |                       |                         |                        |
| 2020 |                        |                      |                        |                      |                       |                         |                        |
| 2019 |                        |                      |                        |                      |                       |                         |                        |
| 2018 |                        |                      |                        |                      |                       |                         |                        |
| 2017 |                        |                      |                        |                      |                       |                         |                        |

#### Campionato italiano long
| Anno | Luogo                   | Primo posto maschile | Secondo posto maschile | Terzo posto maschile | Primo posto femminile  | Secondo posto femminile | Terzo posto femminile |
| ---- | ----------------------- | -------------------- | ---------------------- | -------------------- | ---------------------- | ----------------------- | --------------------- |
| 2025 |                         |                      |                        |                      |                        |                         |                       |
| 2024 | P.so S. Pellegrino (TN) | Mattia Debertolis    | Francesco Mariani      | Sebastian Inderst    | Anna Pradel            | Viola Zagonel           | Maddalena De Biasi    |
| 2023 | Livigno (SO)            | Sebastian Inderst    | Mattia Debertolis      | Francesco Mariani    | Christine Kirchlechner | Anna Pradel             | Pezzati Elena         |
| 2022 |                         |                      |                        |                      |                        |                         |                       |
| 2021 |                         |                      |                        |                      |                        |                         |                       |
| 2020 |                         |                      |                        |                      |                        |                         |                       |
| 2019 |                         |                      |                        |                      |                        |                         |                       |
| 2018 |                         |                      |                        |                      |                        |                         |                       |
| 2017 |                         |                      |                        |                      |                        |                         |                       |

#### Coppa Italia bosco
| 2025 |                              |                              |                             |  |  |  |  |  |  |  |  |  |  |
| 2024 | Polisportiva G. Masi A.S.D.  | U.S. Primiero A.S.D.         | Orienteering Tarzo A.S.D.   |  |  |  |  |  |  |  |  |  |  |
| 2023 | Polisportiva G. Masi A.S.D.  | A.S.D. Polisportiva Besanese | U.S. Primiero A.S.D.        |  |  |  |  |  |  |  |  |  |  |
| 2022 | Polisportiva G. Masi A.S.D.  | A.S.D. Polisportiva Besanese | U.S. Primiero A.S.D.        |  |  |  |  |  |  |  |  |  |  |
| 2021 | A.S.D. Polisportiva Besanese | Polisportiva G. Masi A.S.D.  | A.S.D. G.S. Pavione         |  |  |  |  |  |  |  |  |  |  |
| 2020 | A.S.D. Polisportiva Besanese | Polisportiva G. Masi A.S.D.  | A.S.D. G.S. Pavione         |  |  |  |  |  |  |  |  |  |  |
| 2019 | A.S.D. Polisportiva Besanese | U.S. Primiero A.S.D.         | Polisportiva G. Masi A.S.D. |  |  |  |  |  |  |  |  |  |  |
| 2018 | A.S.D. Polisportiva Besanese | U.S. Primiero A.S.D.         | Polisportiva G. Masi A.S.D. |  |  |  |  |  |  |  |  |  |  |
| 2017 | A.S.D. Polisportiva Besanese | U.S. Primiero A.S.D.         |                             |  |  |  |  |  |  |  |  |  |  |
| 2016 |                              |                              |                             |  |  |  |  |  |  |  |  |  |  |
| 2009 |                              |                              |                             |  |  |  |  |  |  |  |  |  |  |
| 2008 |                              |                              |                             |  |  |  |  |  |  |  |  |  |  |
| 2007 |                              |                              |                             |  |  |  |  |  |  |  |  |  |  |
| 2006 |                              |                              |                             |  |  |  |  |  |  |  |  |  |  |
| 2005 |                              |                              |                             |  |  |  |  |  |  |  |  |  |  |
| 2004 |                              |                              |                             |  |  |  |  |  |  |  |  |  |  |
| 2003 |                              |                              |                             |  |  |  |  |  |  |  |  |  |  |
| 2002 |                              |                              |                             |  |  |  |  |  |  |  |  |  |  |
| 2001 |                              |                              |                             |  |  |  |  |  |  |  |  |  |  |

| Anno | Primo posto maschile | Secondo posto maschile | Terzo posto maschile | Primo posto femminile | Secondo posto femminile | Terzo posto femminile |
| ---- | -------------------- | ---------------------- | -------------------- | --------------------- | ----------------------- | --------------------- |
| 2025 |                      |                        |                      |                       |                         |                       |
| 2024 | Francesco Mariani    | Giacomo Zagonel        | Samuele Tait         | Anna Pradel           | Maddalena De Biasi      | Venia Turakainen      |
| 2023 |                      |                        |                      |                       |                         |                       |
| 2022 |                      |                        |                      |                       |                         |                       |
| 2021 |                      |                        |                      |                       |                         |                       |
| 2020 |                      |                        |                      |                       |                         |                       |
| 2019 |                      |                        |                      |                       |                         |                       |
| 2018 |                      |                        |                      |                       |                         |                       |
| 2017 |                      |                        |                      |                       |                         |                       |
| 2016 |                      |                        |                      |                       |                         |                       |
| 2015 |                      |                        |                      |                       |                         |                       |
| 2014 |                      |                        |                      |                       |                         |                       |
| 2013 |                      |                        |                      |                       |                         |                       |
| 2012 |                      |                        |                      |                       |                         |                       |
| 2011 |                      |                        |                      |                       |                         |                       |
| 2010 |                      |                        |                      |                       |                         |                       |
| 2009 |                      |                        |                      |                       |                         |                       |
| 2007 |                      |                        |                      |                       |                         |                       |
| 2006 |                      |                        |                      |                       |                         |                       |
| 2005 |                      |                        |                      |                       |                         |                       |
| 2004 |                      |                        |                      |                       |                         |                       |
| 2003 |                      |                        |                      |                       |                         |                       |
| 2002 |                      |                        |                      |                       |                         |                       |
| 2001 |                      |                        |                      |                       |                         |                       |
| 2000 |                      |                        |                      |                       |                         |                       |
| 1999 |                      |                        |                      |                       |                         |                       |
| 1998 |                      |                        |                      |                       |                         |                       |

#### Coppa Italia sprint (Sprint Race Tour)
| Anno | Primo posto maschile | Secondo posto maschile | Terzo posto maschile | Primo posto femminile | Secondo posto femminile | Terzo posto femminile |
| ---- | -------------------- | ---------------------- | -------------------- | --------------------- | ----------------------- | --------------------- |
| 2025 |                      |                        |                      |                       |                         |                       |
| 2024 | Francesco Mariani    | Cristian Greci         | Luca Libardoni       | Venia Turakainen      | Maddalena De Biasi      | Anna Pradel           |
| 2023 |                      |                        |                      |                       |                         |                       |
| 2022 |                      |                        |                      |                       |                         |                       |
| 2021 |                      |                        |                      |                       |                         |                       |
| 2020 |                      |                        |                      |                       |                         |                       |
| 2019 |                      |                        |                      |                       |                         |                       |
| 2018 |                      |                        |                      |                       |                         |                       |
| 2017 |                      |                        |                      |                       |                         |                       |
| 2016 |                      |                        |                      |                       |                         |                       |
| 2015 |                      |                        |                      |                       |                         |                       |
| 2014 |                      |                        |                      |                       |                         |                       |
| 2013 |                      |                        |                      |                       |                         |                       |
| 2012 |                      |                        |                      |                       |                         |                       |
| 2011 |                      |                        |                      |                       |                         |                       |
| 2010 |                      |                        |                      |                       |                         |                       |
| 2009 |                      |                        |                      |                       |                         |                       |
| 2007 |                      |                        |                      |                       |                         |                       |
| 2006 |                      |                        |                      |                       |                         |                       |
| 2005 |                      |                        |                      |                       |                         |                       |
| 2004 |                      |                        |                      |                       |                         |                       |
| 2003 |                      |                        |                      |                       |                         |                       |
| 2002 |                      |                        |                      |                       |                         |                       |
| 2001 |                      |                        |                      |                       |                         |                       |

### MTB orientamento

#### Campionato italiano sprint
| Anno | Luogo | Primo posto maschile | Secondo posto maschile | Terzo posto maschile | Primo posto femminile | Secondo posto femminile | Terzo posto femminile |
| ---- | ----- | -------------------- | ---------------------- | -------------------- | --------------------- | ----------------------- | --------------------- |
| 2025 |       |                      |                        |                      |                       |                         |                       |
| 2024 |       |                      |                        |                      |                       |                         |                       |
| 2023 |       |                      |                        |                      |                       |                         |                       |
| 2022 |       |                      |                        |                      |                       |                         |                       |
| 2021 |       |                      |                        |                      |                       |                         |                       |
| 2020 |       |                      |                        |                      |                       |                         |                       |
| 2019 |       |                      |                        |                      |                       |                         |                       |
| 2018 |       |                      |                        |                      |                       |                         |                       |
| 2017 |       |                      |                        |                      |                       |                         |                       |

#### Campionato italiano middle
| Anno | Luogo | Primo posto maschile | Secondo posto maschile | Terzo posto maschile | Primo posto femminile | Secondo posto femminile | Terzo posto femminile |
| ---- | ----- | -------------------- | ---------------------- | -------------------- | --------------------- | ----------------------- | --------------------- |
| 2025 |       |                      |                        |                      |                       |                         |                       |
| 2024 |       |                      |                        |                      |                       |                         |                       |
| 2023 |       |                      |                        |                      |                       |                         |                       |
| 2022 |       |                      |                        |                      |                       |                         |                       |
| 2021 |       |                      |                        |                      |                       |                         |                       |
| 2020 |       |                      |                        |                      |                       |                         |                       |
| 2019 |       |                      |                        |                      |                       |                         |                       |
| 2018 |       |                      |                        |                      |                       |                         |                       |
| 2017 |       |                      |                        |                      |                       |                         |                       |

#### Campionato italiano long
| Anno | Luogo | Primo posto maschile | Secondo posto maschile | Terzo posto maschile | Primo posto femminile | Secondo posto femminile | Terzo posto femminile |
| ---- | ----- | -------------------- | ---------------------- | -------------------- | --------------------- | ----------------------- | --------------------- |
| 2025 |       |                      |                        |                      |                       |                         |                       |
| 2024 |       |                      |                        |                      |                       |                         |                       |
| 2023 |       |                      |                        |                      |                       |                         |                       |
| 2022 |       |                      |                        |                      |                       |                         |                       |
| 2021 |       |                      |                        |                      |                       |                         |                       |
| 2020 |       |                      |                        |                      |                       |                         |                       |
| 2019 |       |                      |                        |                      |                       |                         |                       |
| 2018 |       |                      |                        |                      |                       |                         |                       |
| 2017 |       |                      |                        |                      |                       |                         |                       |

#### Campionato italiano di società
| Anno | Primo posto generale           | Secondo posto generale         | Terzo posto generale           | Primo posto junior/giovanile   | Secondo posto junior/giovanile | Terzo posto junior/giovanile   | Primo posto master             | Secondo posto master         | Terzo posto master          | Primo posto senior | Secondo posto senior | Terzo posto senior |
| ---- | ------------------------------ | ------------------------------ | ------------------------------ | ------------------------------ | ------------------------------ | ------------------------------ | ------------------------------ | ---------------------------- | --------------------------- | ------------------ | -------------------- | ------------------ |
| 2025 |                                |                                |                                |                                |                                |                                |                                |                              |                             |                    |                      |                    |
| 2024 | Orienteering Pinè              | Semiperdo Orienteering Maniago | Orienteering Tarzo             | Orienteering Pinè              | Semiperdo Orienteering Maniago | Gaja                           | Semiperdo Orienteering Maniago | Orienteering Tarzo           | Erebus orientamento Vicenza |                    |                      |                    |
| 2023 | Semiperdo Orienteering Maniago | Orienteering Pinè              | GS Pavione                     | Semiperdo Orienteering Maniago | Orienteering Pinè              | Orienteering Tarzo             | Semiperdo Orienteering Maniago | Orienteering Tarzo           | Erebus orientamento Vicenza |                    |                      |                    |
| 2022 | Semiperdo Orienteering Maniago | Orienteering Pinè              | GS Pavione                     | Orienteering Pinè              | Semiperdo Orienteering Maniago | Fonzaso                        | Semiperdo Orienteering Maniago | Panda Orienteering Valsugana | Orienteering Pinè           |                    |                      |                    |
| 2021 | Semiperdo Orienteering Maniago | Gronlait Orienteering Team     | Orienteering Pinè              | Orienteering Pinè              | Fonzaso                        | Semiperdo Orienteering Maniago | /////                          | /////                        | /////                       |                    |                      |                    |
| 2020 | Panda Orienteering Valsugana   | Gronlait Orienteering Team     | Semiperdo Orienteering Maniago | Orienteering Pinè              | Gronlait Orienteering Team     | Semiperdo Orienteering Maniago | Panda Orienteering Valsugana   | Polisportiva Besanese        | Misquilenses Orienteering   |                    |                      |                    |
| 2019 | Panda Orienteering Valsugana   | Gronlait Orienteering Team     | Semiperdo Orienteering Maniago | Semiperdo Orienteering Maniago | Orienteering Pinè              | Gronlait Orienteering Team     |                                |                              |                             |                    |                      |                    |
| 2018 | Gronlait Orienteering Team     | Semiperdo Orienteering Maniago | Panda Orienteering Valsugana   | Gronlait Orienteering Team     | Semiperdo Orienteering Maniago | Orienteering Pinè              |                                |                              |                             |                    |                      |                    |
| 2017 | Gronlait Orienteering Team     | Panda Orienteering Valsugana   | GS Pavione                     | Gronlait Orienteering Team     | Semiperdo Orienteering Maniago | Panda Orienteering Valsugana   |                                |                              |                             |                    |                      |                    |
| 2016 | Panda Orienteering Valsugana   | Gronlait Orienteering Team     | Misquilenses Orienteering      | Panda Orienteering Valsugana   | Gronlait Orienteering Team     | GS Pavione                     |                                |                              |                             |                    |                      |                    |
| 2015 | Gronlait Orienteering Team     | Panda Orienteering Valsugana   | GS Pavione                     | Gronlait Orienteering Team     | GS Pavione                     | Orienteering Crea Rossa        |                                |                              |                             |                    |                      |                    |
| 2014 | Panda Orienteering Valsugana   | Gronlait Orienteering Team     | GS Pavione                     | Gronlait Orienteering Team     | GS Pavione                     | Panda Orienteering Valsugana   |                                |                              |                             |                    |                      |                    |
| 2013 | Panda Orienteering Valsugana   | Gronlait Orienteering Team     | GS Pavione                     | GS Pavione                     | Panda Orienteering Valsugana   | Gronlait Orienteering Team     |                                |                              |                             |                    |                      |                    |
| 2012 | Panda Orienteering Valsugana   | Gronlait Orienteering Team     | GS Pavione                     | Gronlait Orienteering Team     | Panda Orienteering Valsugana   | G.S. Pavione                   |                                |                              |                             |                    |                      |                    |
| 2011 | Panda Orienteering Valsugana   | GS Pavione                     | IKP                            | Panda Orienteering Valsugana   | Gronlait Orienteering Team     | G.S. Pavione                   |                                |                              |                             |                    |                      |                    |
| 2010 | Panda Orienteering Valsugana   | GS Pavione                     | IKP                            | Panda Orienteering Valsugana   | GS Pavione                     | Gronlait Orienteering Team     |                                |                              |                             |                    |                      |                    |
| 2009 | TOL                            | Panda Orienteering Valsugana   | Gronlait Orienteering Team     | TOL                            | Panda Orienteering Valsugana   | Gronlait Orienteering Team     |                                |                              |                             |                    |                      |                    |
| 2008 | TOL                            | Panda Orienteering Valsugana   | Gruppo sportivo Nardestarcento | TOL                            | Panda Orienteering Valsugana   | GS Monte Giner                 |                                |                              |                             |                    |                      |                    |
| 2007 | TOL                            | Panda Orienteering Valsugana   | Misquilenses Orienteering      | TOL                            | GS Monte Giner                 | Panda Orienteering Valsugana   |                                |                              |                             |                    |                      |                    |
| 2006 | Gruppo sportivo Nardestarcento | TOL                            | Panda Orienteering Valsugana   | TOL                            | GS Monte Giner                 | Gruppo sportivo Nardestarcento |                                |                              |                             |                    |                      |                    |
| 2005 | Gruppo sportivo Nardestarcento | Misquilenses Orienteering      | Panda Orienteering Valsugana   | Gruppo sportivo Nardestarcento | GS Monte Giner                 | TOL                            |                                |                              |                             |                    |                      |                    |
| 2004 | Misquilenses Orienteering      | Gruppo sportivo Nardestarcento | TOL                            | GS Monte Giner                 | GS Pavione                     | TOL                            |                                |                              |                             |                    |                      |                    |
| 2003 | Gruppo sportivo Nardestarcento | TOL                            | Misquilenses Orienteering      | Gruppo sportivo Nardestarcento | GS Monte Giner                 | GS Pavione                     |                                |                              |                             |                    |                      |                    |
| 2002 | Gruppo sportivo Nardestarcento | TOL                            | Orienteering Swallows Noale    | Gruppo sportivo Nardestarcento | TOL                            | GS Pavione                     |                                |                              |                             |                    |                      |                    |
| 2001 | Gruppo sportivo Nardestarcento | Misquilenses Orienteering      | Diamond biker's alpen club     | Gruppo sportivo Nardestarcento | GS Pavione                     | Misquilenses Orienteering      |                                |                              |                             |                    |                      |                    |

#### Coppa Italia
| Anno | Primo posto maschile | Secondo posto maschile | Terzo posto maschile | Primo posto femminile | Secondo posto femminile | Terzo posto femminile |
| ---- | -------------------- | ---------------------- | -------------------- | --------------------- | ----------------------- | --------------------- |
| 2025 |                      |                        |                      |                       |                         |                       |
| 2024 |                      |                        |                      |                       |                         |                       |
| 2023 |                      |                        |                      |                       |                         |                       |
| 2022 |                      |                        |                      |                       |                         |                       |
| 2021 |                      |                        |                      |                       |                         |                       |
| 2020 |                      |                        |                      |                       |                         |                       |
| 2019 |                      |                        |                      |                       |                         |                       |
| 2018 |                      |                        |                      |                       |                         |                       |
| 2017 |                      |                        |                      |                       |                         |                       |

### Sci orientamento

#### Campionato italiano sprint
| Anno | Luogo | Primo posto maschile | Secondo posto maschile | Terzo posto maschile | Primo posto femminile | Secondo posto femminile | Terzo posto femminile |
| ---- | ----- | -------------------- | ---------------------- | -------------------- | --------------------- | ----------------------- | --------------------- |
| 2025 |       |                      |                        |                      |                       |                         |                       |
| 2024 |       |                      |                        |                      |                       |                         |                       |
| 2023 |       |                      |                        |                      |                       |                         |                       |
| 2022 |       |                      |                        |                      |                       |                         |                       |
| 2021 |       |                      |                        |                      |                       |                         |                       |
| 2020 |       |                      |                        |                      |                       |                         |                       |
| 2019 |       |                      |                        |                      |                       |                         |                       |
| 2018 |       |                      |                        |                      |                       |                         |                       |
| 2017 |       |                      |                        |                      |                       |                         |                       |

#### Campionato italiano middle
| Anno | Luogo | Primo posto maschile | Secondo posto maschile | Terzo posto maschile | Primo posto femminile | Secondo posto femminile | Terzo posto femminile |
| ---- | ----- | -------------------- | ---------------------- | -------------------- | --------------------- | ----------------------- | --------------------- |
| 2025 |       |                      |                        |                      |                       |                         |                       |
| 2024 |       |                      |                        |                      |                       |                         |                       |
| 2023 |       |                      |                        |                      |                       |                         |                       |
| 2022 |       |                      |                        |                      |                       |                         |                       |
| 2021 |       |                      |                        |                      |                       |                         |                       |
| 2020 |       |                      |                        |                      |                       |                         |                       |
| 2019 |       |                      |                        |                      |                       |                         |                       |
| 2018 |       |                      |                        |                      |                       |                         |                       |
| 2017 |       |                      |                        |                      |                       |                         |                       |

#### Campionato italiano long
| Anno | Luogo | Primo posto maschile | Secondo posto maschile | Terzo posto maschile | Primo posto femminile | Secondo posto femminile | Terzo posto femminile |
| ---- | ----- | -------------------- | ---------------------- | -------------------- | --------------------- | ----------------------- | --------------------- |
| 2025 |       |                      |                        |                      |                       |                         |                       |
| 2024 |       |                      |                        |                      |                       |                         |                       |
| 2023 |       |                      |                        |                      |                       |                         |                       |
| 2022 |       |                      |                        |                      |                       |                         |                       |
| 2021 |       |                      |                        |                      |                       |                         |                       |
| 2020 |       |                      |                        |                      |                       |                         |                       |
| 2019 |       |                      |                        |                      |                       |                         |                       |
| 2018 |       |                      |                        |                      |                       |                         |                       |
| 2017 |       |                      |                        |                      |                       |                         |                       |

#### Campionato italiano di società
| Anno | Primo posto generale                | Secondo posto generale              | Terzo posto generale                | Primo posto junior                  | Secondo posto junior                | Terzo posto junior                  | Primo posto master                  | Secondo posto master                | Terzo posto master                  | Primo posto senior                  | Secondo posto senior                | Terzo posto senior                  |
| ---- | ----------------------------------- | ----------------------------------- | ----------------------------------- | ----------------------------------- | ----------------------------------- | ----------------------------------- | ----------------------------------- | ----------------------------------- | ----------------------------------- | ----------------------------------- | ----------------------------------- | ----------------------------------- |
| 2025 | Trento orienteering                 | GS Monte Giner                      | Orienteering Pergine                | Trento orienteering                 | GS Monte Giner                      | Orienteering Pergine                | TOL                                 | Trento orienteering                 | Gruppo orientamento CAI XXX ottobre | US Lavazè Varena                    | GS Castello di Fiemme               | US Primiero                         |
| 2024 | GS Monte Giner                      | Trento orienteering                 | Orienteering Pergine                | GS Monte Giner                      | UWC Adriatic orienteering           | Hanould orienteering team           | Orienteering Pergine                | TOL                                 | Trento orienteering                 | Gronlait orienteering team          | GS Castello di Fiemme               | US Lavazè Varena                    |
| 2023 | GS Pavione                          | Trento orienteering                 | US Primiero                         | US Primiero                         | GS Pavione                          | Trento orienteering                 | TOL                                 | Orienteering Pergine                | Misquilenses orienteering           | Gronlait orienteering team          | GS Castello di Fiemme               | GS Pavione                          |
| 2022 | Hanould orienteering team           | GS Pavione                          | TOL                                 | Hanould orienteering team           | GS Pavione                          | US Primiero                         | TOL                                 | Hanould orienteering team           | Sportclub Meran                     | GS Castello di Fiemme               | US Lavazè Varena                    | GS Pavione                          |
| 2021 | GS Pavione                          | US Primiero                         | US Lavazè Varena                    | GS Pavione                          | US Primiero                         | UWC Adriatic orienteering           | Trento orienteering                 | Semiperdo orienteering Maniago      | Sportclub Meran                     | US Lavazè Varena                    | GS Pavione                          | Gronlait orienteering team          |
| 2020 | GS Pavione                          | US Primiero                         | TOL                                 | US Primiero                         | GS Pavione                          | TOL                                 | TOL                                 | Orienteering Pergine                | Trento orienteering                 | GS Pavione                          | GS Castello di Fiemme               | Gronlait orienteering team          |
| 2019 | GS Pavione                          | TOL                                 | Gronlait orienteering team          | GS Pavione                          | US Primiero                         | Hanould orienteering team           | TOL                                 | Trento orienteering                 | Orienteering Pergine                | GS Pavione                          | Gronlait orienteering team          | US Lavazè Varena                    |
| 2018 | TOL                                 | Cauriol                             | US Primiero                         | US Primiero                         | Cauriol                             | Gronlait orienteering team          | TOL                                 | Trento orienteering                 | Cauriol                             | GS Castello di Fiemme               | Cauriol                             | GS Monte Giner                      |
| 2017 | Cauriol                             | Gronlait orienteering team          | TOL                                 | Cauriol                             | US Primiero                         | Gronlait orienteering team          | TOL                                 | Trento orienteering                 | Gronlait orienteering team          | ///                                 | ///                                 | ///                                 |
| 2016 | Cauriol                             | Gronlait orienteering team          | TOL                                 | Cauriol                             | Gronlait orienteering team          | TOL                                 | TOL                                 | Orienteering Pergine                | Cauriol                             | Trento orienteering                 | GS Castello di Fiemme               | US Primiero                         |
| 2015 | Cauriol                             | Gronlait orienteering team          | TOL                                 | Cauriol                             | Gronlait orienteering team          | Orienteering Crea Rossa             | TOL                                 | Trento orienteering                 | Cauriol                             | GS Castello di Fiemme               | GS Monte Giner                      | Hanould orienteering team           |
| 2014 | GS Monte Giner                      | TOL                                 | US Lavazè Varena                    | GS Castello di Fiemme               | Cauriol                             | GS Monte Giner                      | TOL                                 | GS Monte Giner                      | Polisportiva Besanese               | GS Monte Giner                      | US Lavazè Varena                    | Misquilenses orienteering           |
| 2013 | TOL                                 | US Primiero                         | GS Monte Giner                      | GS Pavione                          | TOL                                 | GS Castello di Fiemme               | TOL                                 | Polisportiva Besanese               | Trento orienteering                 | US Primiero                         | TOL                                 | GS Monte Giner                      |
| 2012 | TOL                                 | GS Monte Giner                      | US Primiero                         | GS Monte Giner                      | Gruppo orientamento CAI XXX ottobre | GS Pavione                          | Trento orienteering                 | TOL                                 | Polisportiva Besanese               | US Primiero                         | TOL                                 | GS Monte Giner                      |
| 2011 | TOL                                 | GS Monte Giner                      | US Primiero                         | GS Monte Giner                      | Gruppo orientamento CAI XXX ottobre | Trento orienteering                 | TOL                                 | Gruppo orientamento CAI XXX ottobre | Trento orienteering                 | US Primiero                         | GS Monte Giner                      | TOL                                 |
| 2010 | US Primiero                         | TOL                                 | Trento orienteering                 | GS Monte Giner                      | Gruppo orientamento CAI XXX ottobre | TOL                                 | TOL                                 | Gruppo orientamento CAI XXX ottobre | Trento orienteering                 | US Primiero                         | GS Castello di Fiemme               | Trento orienteering                 |
| 2009 | TOL                                 | Trento orienteering                 | Gruppo orientamento CAI XXX ottobre | TOL                                 | GS Monte Giner                      | Gruppo orientamento CAI XXX ottobre | Trento orienteering                 | TOL                                 | Gruppo orientamento CAI XXX ottobre | US Primiero                         | GS Castello di Fiemme               | Gruppo orientamento CAI XXX ottobre |
| 2008 | TOL                                 | Gruppo orientamento CAI XXX ottobre | Trento orienteering                 | Gruppo orientamento CAI XXX ottobre | TOL                                 | Gronlait orienteering team          | TOL                                 | Trento orienteering                 | Gruppo orientamento CAI XXX ottobre | Trento orienteering                 | US Primiero                         | TOL                                 |
| 2007 | Gruppo orientamento CAI XXX ottobre | US Primiero                         | TOL                                 | Gruppo orientamento CAI XXX ottobre | US Primiero                         | Junior Piemonteam                   | TOL                                 | Trento orienteering                 | Orienteering Pergine                | US Primiero                         | Gruppo orientamento CAI XXX ottobre | GS Castello di Fiemme               |
| 2006 | Gruppo orientamento CAI XXX ottobre | US Primiero                         | TOL                                 | GS Monte Giner                      | Gruppo orientamento CAI XXX ottobre | US Primiero                         | TOL                                 | Gruppo orientamento CAI XXX ottobre | Trento orienteering                 | US Primiero                         | Gruppo orientamento CAI XXX ottobre | GS Castello di Fiemme               |
| 2005 | TOL                                 | Trento orienteering                 | US Primiero                         | GS Monte Giner                      | TOL                                 | US Primiero                         | Gruppo orientamento CAI XXX ottobre | Cauriol                             | TOL                                 | Società orientisti Lamon            | Trento orienteering                 | GS Castello di Fiemme               |
| 2004 | TOL                                 | Gruppo orientamento CAI XXX ottobre | US Primiero                         | GS Monte Giner                      | US Primiero                         | TOL                                 | Gruppo orientamento CAI XXX ottobre | TOL                                 | Orienteering Pergine                | TOL                                 | Società orientisti Lamon            | US Primiero                         |
| 2003 | Gruppo orientamento CAI XXX ottobre | TOL                                 | GS Monte Giner                      | GS Monte Giner                      | Gruppo orientamento CAI XXX ottobre | Villazzano orienteering             | Orienteering Pergine                | Gruppo orientamento CAI XXX ottobre | TOL                                 | Gruppo orientamento CAI XXX ottobre | Villazzano orienteering             | TOL                                 |
| 2002 | TOL                                 | GS Monte Giner                      | GS Castello di Fiemme               | GS Monte Giner                      | TOL                                 | Società orientisti Lamon            | TOL                                 | USD San Giorgio                     | Orienteering Pergine                | US Primiero                         | GS Castello di Fiemme               | Gruppo orientamento CAI XXX ottobre |
| 2001 | TOL                                 | Società orientisti Lamon            | GS Monte Giner                      | TOL                                 | GS Monte Giner                      | Società orientisti Lamon            | TOL                                 | US Primiero                         | USD San Giorgio                     | Società orientisti Lamon            | GS Forestale                        | TOL                                 |

#### Coppa Italia
| Anno | Primo posto maschile          | Secondo posto maschile | Terzo posto maschile | Primo posto femminile         | Secondo posto femminile | Terzo posto femminile |
| ---- | ----------------------------- | ---------------------- | -------------------- | ----------------------------- | ----------------------- | --------------------- |
| 2025 | Francesco Corradini           | Davide Comai           | Luca Ventura         | Stefania Corradini            | Alice Ventura           | Anna Pradel           |
| 2024 | Roberto Dallavalle            | Samuele Tait           | Riccardo Rossetto    | Erica Cavazzani               | Debora Dalfollo         | Martina Palumbo       |
| 2023 | Francesco Corradini           | Samuele Tait           | Aron Gaio            | Debora Dalfollo               | Martina Palumbo         | Nicole Daziano        |
| 2022 | Francesco Corradini           | Davide Comai           | Maurizio Castellaz   | Stefania Corradini            | Alice Ventura           | Debora Dalfollo       |
| 2021 | Davide Comai                  | Samuele Tait           | Francesco Corradini  | Alice Ventura                 | Stefania Corradini      | Giulia Maschio        |
| 2020 | Francesco Corradini           | Samuele Tait           | Fabiano Bettega      | Stefania Corradini            | Giulia Maschio          | /////                 |
| 2019 | Samuele Tait                  | Davide Comai           | Alessio Dalfollo     | Anastasia Trifilenkova        | Stefania Monsorno       | Giulia Maschio        |
| 2018 | Francesco Corradini           | Davide Comai           | Gabriele Canella     | Stefania Corradini            | Stefania Monsorno       | Alice Zeni            |
| 2017 | Francesco Corradini           | Gabriele Canella       | Samuele Tait         | Stefania Corradini            | Martina Palumbo         | /////                 |
| 2016 | Francesco Corradini           | Samuele Tait           | Marco Zen            | Alice Ventura                 | Stefania Monsorno       | Anna Rosso            |
| 2015 | Francesco Corradini           | Davide Miori           | Luca Ventura         | Alice Ventura                 | Stefania Monsorno       | Lia Patscheider       |
| 2014 | Marco Zen                     | Giordano Slanzi        | Claudio Zanon        | Stefania Monsorno             | Heike Torggler          | Lia Patscheider       |
| 2013 | Gabriele Canella              | Thomas Wildmann        | Jonni Malacarne      | Elena Iagher                  | Johanna Murer           | Claudia Zanetel       |
| 2012 | Thomas Wildmann               | Gabriele Canella       | Federico Daprà       | Elena Iagher                  | Johanna Murer           | Stefania Monsorno     |
| 2011 | Gabriele Canella              | Thomas Wildmann        | Tiziano Canella      | Elena Iagher                  | Johanna Murer           | Claudia Zanetel       |
| 2010 | Thomas Zanorer                | Andrea Cipriani        | Gabriele Canella     | Claudia Zanetel               | Erica Perconti          | Elena Iagher          |
| 2009 | Gabriele Canella              | Manuel Negrello        | Thomas Zanorer       | Licia Kalcich                 | Claudia Zanetel         | Erica Perconti        |
| 2008 | Gabriele Canella\|            | Thomas Zanorer         | Daniele Orler        | Claudia Zanetel               | Meryl Pradel            | Licia Kalcich         |
| 2007 | /////                         | /////                  | /////                | /////                         | /////                   | /////                 |
| 2006 | Cristian Giacomuzzi           | Nicola Pradel          | Thomas Zanorer       | Licia Kalcich                 | Mita Crepaz             | Ilaria Sambo          |
| 2005 | Mauro Simoni                  | Nicola Pradel          | Cristian Giacomuzzi  | Sara Pradel                   | Federica Ragona         | Mita Crepaz           |
| 2004 | Mauro Simoni e Flavio Bettega |                        | Nicola Pradel        | Federica Ragona e Sara Pradel |                         | Mita Crepaz           |
| 2003 | Andrea Cipriani               | Cristian Giacomuzzi    | Matteo Tait          | Mita Crepaz                   | Luisa Pedrini           | Johanna Murer         |
| 2002 | Mauro Simoni                  | Cristian Giacomuzzi    | Walter Saber         | Mita Crepaz                   | Federica Ragona         | Cristina Vanzo        |
| 2001 | Jonni Malacarne               | Andrea Cipriani        | Cristian Giacomuzzi  | Cristina Vanzo                | Mita Crepaz             | Licia Kalcich         |

### Trail orientamento

#### Campionato italiano PreO
| Anno | Luogo                                         | Primo posto OPEN              | Secondo posto OPEN             | Terzo posto OPEN                | Primo posto paralimpico               | Secondo posto paralimpico             | Terzo posto paralimpico           |
| ---- | --------------------------------------------- | ----------------------------- | ------------------------------ | ------------------------------- | ------------------------------------- | ------------------------------------- | --------------------------------- |
| 2025 | Marcesina (VI)                                | Michele Cera                  | Aron Gaio                      | Davide Martignago               | Piergiorgio Zancanaro                 | Maria Bertilla Pajaro                 |                                   |
| 2024 | Campo Soriano (LT)                            | Davide Martignago             | Remo Madella                   | Susy De Pieri                   | Piergiorgio Zancanaro                 | Maria Bertilla Pajaro                 | Fabio Bortolami                   |
| 2023 | Millegrobbe (TN)                              | Marcello Lambertini           | Sebastiano Lambertini          | Renato Bettin                   | Nicola Galvan                         | Piergiorgio Zancanaro                 | Maria Bertilla Pajaro             |
| 2022 | Marande - Monte Agaro (TN)                    | Alessio Tenani                | Susy De Pieri                  | Marcello Lambertini             | Nicola Galvan                         | Mauro Nardo                           | Piergiorgio Zancanaro             |
| 2021 | Pian del Cansiglio (BL)                       | Marcello Lambertini           | Damiano Bettega                | Luca Stringher                  | Nicola Galvan                         | Maria Bertilla Pajaro                 | Piergiorgio Zancanaro             |
| 2020 | Piani di Praglia (GE)                         | Michele Cera                  | Alessio Tenani                 | Nicolò Buganè                   | Nicola Galvan                         | Piergiorgio Zancanaro                 | Fabio Bortolami                   |
| 2019 | Lipica                                        | Francesca De Nardis           | Elvio Cereser                  | Alessio Tenani                  | Maria Bertilla Pajaro                 | Mauro Nardo                           | Piergiorgio Zancanaro             |
| 2018 | Lipica                                        |                               |                                |                                 |                                       |                                       |                                   |
| 2017 | Palmanova (UD) Gradisca d'Isonzo (GO)         | Renato Bettin Michele Cera    | Michele Cera Susy De Pieri     | Dario Citterico Daniele Danieli | Fabio Bortolami Piergiorgio Zancanaro | Piergiorgio Zancanaro Fabio Bortolami | Maria Bertilla Pajaro             |
| 2016 | Pieve Tesino (TN)                             | Susy De Pieri                 | Michele Cera                   | Alessio Tenani                  | Fabio Bortolami                       | Maria Bertilla Pajaro                 | Mauro Nardo                       |
| 2015 | Monte Livata (TN) due giornate                | Renato Bettin                 | Daniele Danieli Alessio Tenani | Susy De Pieri Remo Madella      | Fabio Bortolami                       | Mauro Nardo Piergiorgio Zancanaro     | Piergiorgio Zancanaro Mauro Nardo |
| 2014 | Masseria Provenzano (LE) Porto selvaggio (LE) | Renato Bettin Elvio Cereser   | Susy De Pieri Renato Bettin    | Elvio Cereser Susy De Pieri     | Mauro Nardo                           | Francesco Valentini                   |                                   |
| 2013 | Folgaria (TN)                                 | Davide Gazzetto Renato Bettin | Remo Madella Daniele Danieli   | Elvio Cereser Paolo Padoan      | Francesco Valentini                   | Ivana Da Re                           |                                   |

#### Campionato italiano TempO
| Anno | Luogo                          | Primo posto OPEN    | Secondo posto OPEN    | Terzo posto OPEN                 | Primo posto paralimpico               | Secondo posto paralimpico     | Terzo posto paralimpico           |
| ---- | ------------------------------ | ------------------- | --------------------- | -------------------------------- | ------------------------------------- | ----------------------------- | --------------------------------- |
| 2025 | Vidiciatico (BO)               |                     |                       |                                  |                                       |                               |                                   |
| 2024 | Bosco Romagno (UD)             | Marcello Lambertini | Sebastiano Lambertini | Aaron Gaio                       | Piergiorgio Zancanaro                 | Maria Bertilla Pajaro         | Fabio Bortolami                   |
| 2023 | Banditaccia Cerveteri (RM)     | Marcello Lambertini | Sebastiano Lambertini | Michele Cera                     | Nicola Galvan                         | Piergiorgio Zancanaro         | Maria Bertilla Pajaro             |
| 2022 | Lignano Sabbiadoro (UD)        | Marcello Lambertini | Alessio Tenani        | Davide Martignago                | Piergiorgio Zancanaro                 | Maria Bertilla Pajaro         | Mauro Nardo                       |
| 2021 | Quartiere Spinaceto (RM)       | Marcello Lambertini | Simone Frascaroli     | Michele Cera                     | Maria Bertilla Pajaro                 | Nicola Galvan                 | Piergiorgio Zancanaro             |
| 2020 | Parchi di Nervi (GE)           | Marcello Lambertini | Ilian Angeli          | Michele Cera                     | Nicola Galvan                         | Fabio Bortolami               | Piergiorgio Zancanaro             |
| 2019 | Martellago (VE) Grantorto (PD) | Furucz Jan          | Alessio Tenani        | Francesca De Nardis Remo Madella | Fabio Bortolami Piergiorgio Zancanaro | Nicola Galvan Fabio Bortolami | Maria Bertilla Pajaro Mauro Nardo |
| 2018 |                                |                     |                       |                                  |                                       |                               |                                   |
| 2017 | Lido delle Nazioni Comacchio   | Michele Cera        | Remo Madella          | Susy De Pieri                    | Piergiorgio Zancanaro                 | Maria Bertilla Pajaro         | Mauro Nardo                       |
| 2013 | Piani di Praglia (GE)          | Michele Cera        | Enrico Gottardo       | Susy De Pieri                    | Mauro Nardo                           |                               |                                   |

#### Campionato italiano di società
| Anno | Primo posto                | Secondo posto               | Terzo posto                 |
| ---- | -------------------------- | --------------------------- | --------------------------- |
| 2025 |                            |                             |                             |
| 2024 | Polisportiva Giovanni Masi | OK Montello                 | Padova orienteering         |
| 2023 | Polisportiva Giovanni Masi | OK Montello                 | Padova orienteering         |
| 2022 | Polisportiva Giovanni Masi | OK Montello                 | Erebus orienteering Vicenza |
| 2021 | Polisportiva Giovanni Masi | GS Pavione                  | OK Montello                 |
| 2020 | Polisportiva Giovanni Masi | Erebus orienteering Vicenza | Orsa Maggiore               |
| 2019 | Polisportiva Giovanni Masi | Padova orienteering         | Corivorivo orienteering     |

#### Coppa Italia
| Anno | Primo posto OPEN    | Secondo posto OPEN    | Terzo posto OPEN    | Primo posto paralimpico | Secondo posto paralimpico             | Terzo posto paralimpico |
| ---- | ------------------- | --------------------- | ------------------- | ----------------------- | ------------------------------------- | ----------------------- |
| 2025 |                     |                       |                     |                         |                                       |                         |
| 2024 | Davide Martignago   | Marcello Lambertini   | Susy De Pieri       | Piergiorgio Zancanaro   | Maria Bertilla Pajaro e Nicola Galvan | ////                    |
| 2023 | Marcello Lambertini | Sebastiano Lambertini | Michele Cera        | Piergiorgio Zancanaro   | Maria Bertilla Pajaro e Nicola Galvan | ////                    |
| 2022 | Davide Martignago   | Sebastiano Lambertini | Marcello Lambertini | Piergiorgio Zancanaro   | Nicola Galvan                         | Maria Bertilla Pajaro   |
| 2021 | Marcello Lambertini | Davide Martignago     | Michele Cera        | Nicola Galvan           | Piergiorgio Zancanaro                 | Maria Bertilla Pajaro   |
| 2020 | Michele Cera        | Daniele Guardini      | Davide Martignago   | Nicola Galvan           | Fabio Bortolami                       | Piergiorgio Zancanaro   |
| 2019 | Furucz Jan          | Alessio Tenani        | Francesca De Nardis | Fabio Bortolami         | Piergiorgio Zancanaro                 | Maria Bertilla Pajaro   |